# Геодезична дуга Струве Хмельниччини

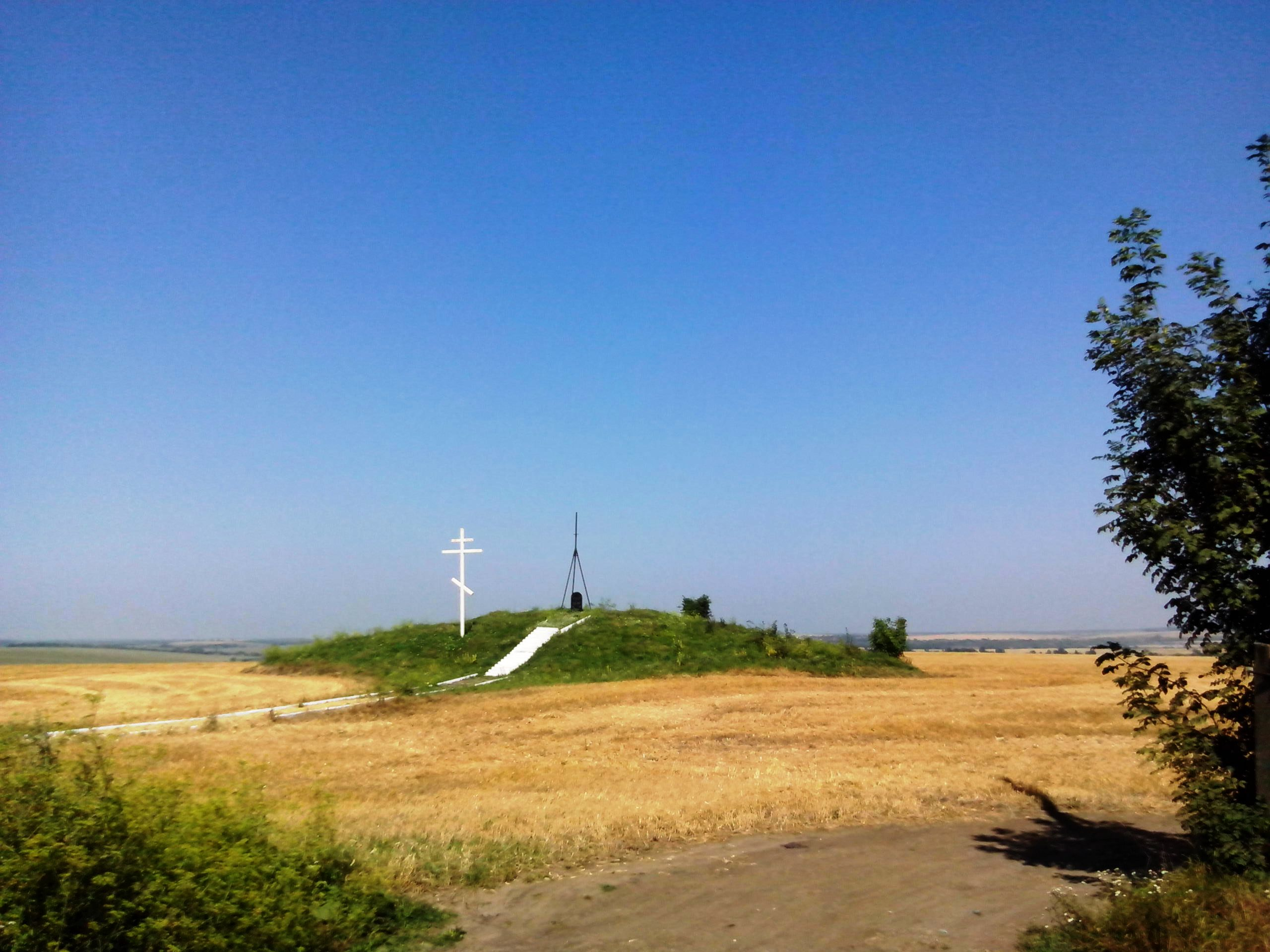
Дуга Струве біля с. Гвардійське Хмельницької області

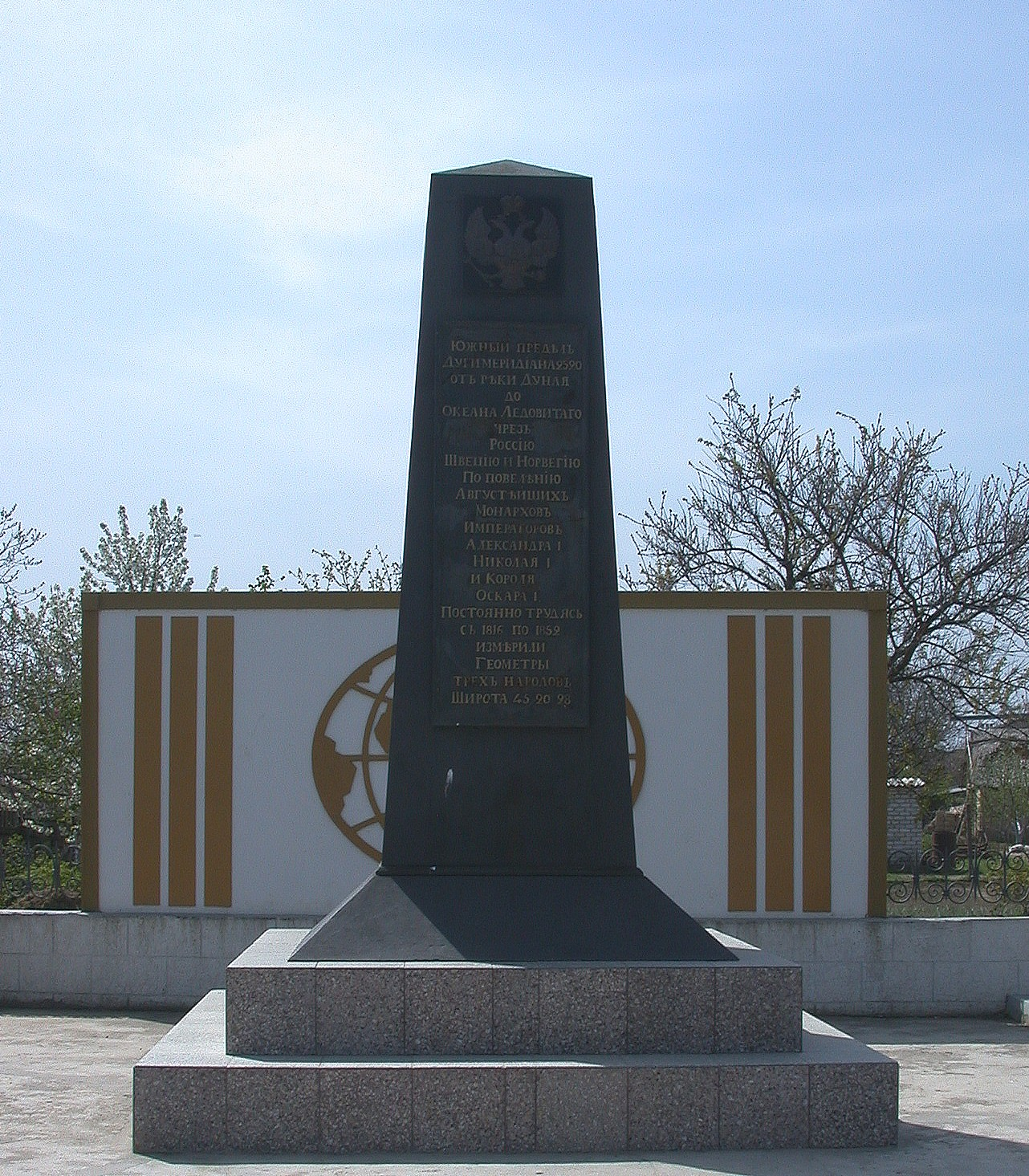
Знак дуги Струве, встановлений в Одеській області

## Геодезична дуга Стрýве на Хмельниччині
На території Верхнього Побужжя (села Гвардійське та Катеринівка Хмельницького району) є дуже цікаві знаки — Геодезична дуга Струве, транскордонний об'єкт, включений до списку Всесвітньої спадщини ЮНЕСКО.
Дуга Струве нагадує про міжнародний науково-технічний проєкт, здійснений у 1816—1855 pp. російськими вченими під керівництвом видатного астронома і геодезиста, засновника Пулковської обсерваторії Вільгельма Струве та військового геодезиста Карла Теннера (саме йому було доручено тригонометричне знімання у Волинській і Подільській губерніях).
Проєкт увійшов в історію як Російська дуга меридіану, потім як Російсько-Скандинавська дуга, і в результаті — як Дуга Струве.
Геодезична дуга Струве перетинає з півночі на південь територію дев'яти європейських держав: Норвегії, Швеції, Фінляндії, Естонії, Латвії, Литви, Білорусі, України та Молдови, та однієї азійської: Росії, і простягається від м. Гаммерфест у Норвегії на узбережжі Баренцового моря до Старої Некрасівки під Ізмаїлом в Україні, на березі Дунаю, — наскільки можливо точно відповідно до 25° східної довготи. Вперше була створена система для наукових вимірювань такого масштабу: довжина — 2820 км, що дорівнює 1/14 окружності планети.
Дуга складалася з 258 геодезичних «трикутників» (полігонів), що утворювали своєрідний ланцюг з 265 основних пунктів, розташованих на кутах цих «трикутників». Опорні точки цієї тріангуляційної мережі були марковані на місцевості найрізноманітнішим чином: видовбані в скелях заглиблення, залізні хрести, піраміди з каменів, кам'яні куби розміром 2 м x 2 м, або спеціально встановлені обеліски. Часто такий пункт був відзначений цеглиною з пісковику, закладеною на дно ями, або ж це був гранітний куб з порожниною, залитою свинцем, покладений в яму з каменюками. Не всі ці знаки вціліли, деякі доводиться розшукувати за допомогою розкопок. Деякі об'єкти Дуги Струве зводилися тимчасово, тому втрачені. Але переважна більшість збереглася, деякі відреставровані.

## Пункти Дуги Струве
Фінляндія ініціювала внесення Дуги Струве до Всесвітньої спадщини ЮНЕСКО. Через значну пошкодженість було вирішено включити тільки деякі уцілілі пункти та поставлено завдання відшукати по 4 пункти в кожній країні, через яку проходила Дуга Струве.
За оцінками вчених, в Україні є близько 50 таких точок. У 2003 р. фахівці Науково-дослідного інституту геодезії та  картографії, за дорученням Укргеодезкартографії, розшукали та відновили на місцевостях 4 пункти Дуги Струве, 3 з них розташовані на Хмельниччині :
«Катеринівка» (Хмельницький район Хмельницької області);
«Фельштин», біля села Гвардійське (Хмельницький район Хмельницької області);
«Баранівка», біля села Баранівка (Ярмолинецький район Хмельницької області);
«Старо-Некрасівка», біля села Стара Некрасівка (Одеська область) — найпівденніший пункт Дуги на Дунаї.
Всі ці знаки стоять на курганах і на найвищій точці краю, по лінії горизонту.
Геодезичний знак «Фельштин» знайдений за архівними матеріалами й виявлений на місцевості, на глибині 1,2 м. Являє собою уламок скелі, на якому є зарубка і позначення точних координат — довготи та широти. Цей пункт облаштували та поставили зверху пам'ятний знак.
Згідно із загальноукраїнською програмою відбувається відновлення пунктів Геодезичної дуги Струве й облаштування інших пунктів.
15 липня 2005 року на 29-ій сесії Міжурядового комітету з охорони всесвітньої культурної та природної спадщини, що проходила в місті Дурбані (ПАР) прийнято рішення про внесення Дуги Струве до списку Всесвітньої спадщини ЮНЕСКО як об'єкт культури «видатної універсальної цінності» під назвою Пункт геодезичної Дуги Струве.

## Значення Дуги Струве
За допомогою Геодезичної дуги Струве певно встановлено розмір та форму нашої планети та доведено правильність математичних розрахунків Ньютона, які свідчили, що Земля не є ідеальною кулею, а об'ємним овалом. Через відцентрові ефекти обертання планети відстань між полюсами на 42,8 км менша за діаметр екватора. Це мало величезне значення для складання точних топографічних карт на всій планеті.
Вимірювання Дуги у 1816-1855 pp. стали найбільш значущими вимірюваннями фігури Землі за всі попередні дві тисячі років подібних робіт — від Ератосфена Александрійського. Виміри, проведені на Дузі Струве, дозволили обчислити довжину земного меридіана з такою точністю, що навіть сучасні спостереження з супутників виправили їх лише на 2 (!) см.
Навіть сьогодні частина станцій Дуги Струве є частиною сучасних національних геодезичних сіток Білорусі, Фінляндії, Норвегії, Швеції.